# Nick Willis

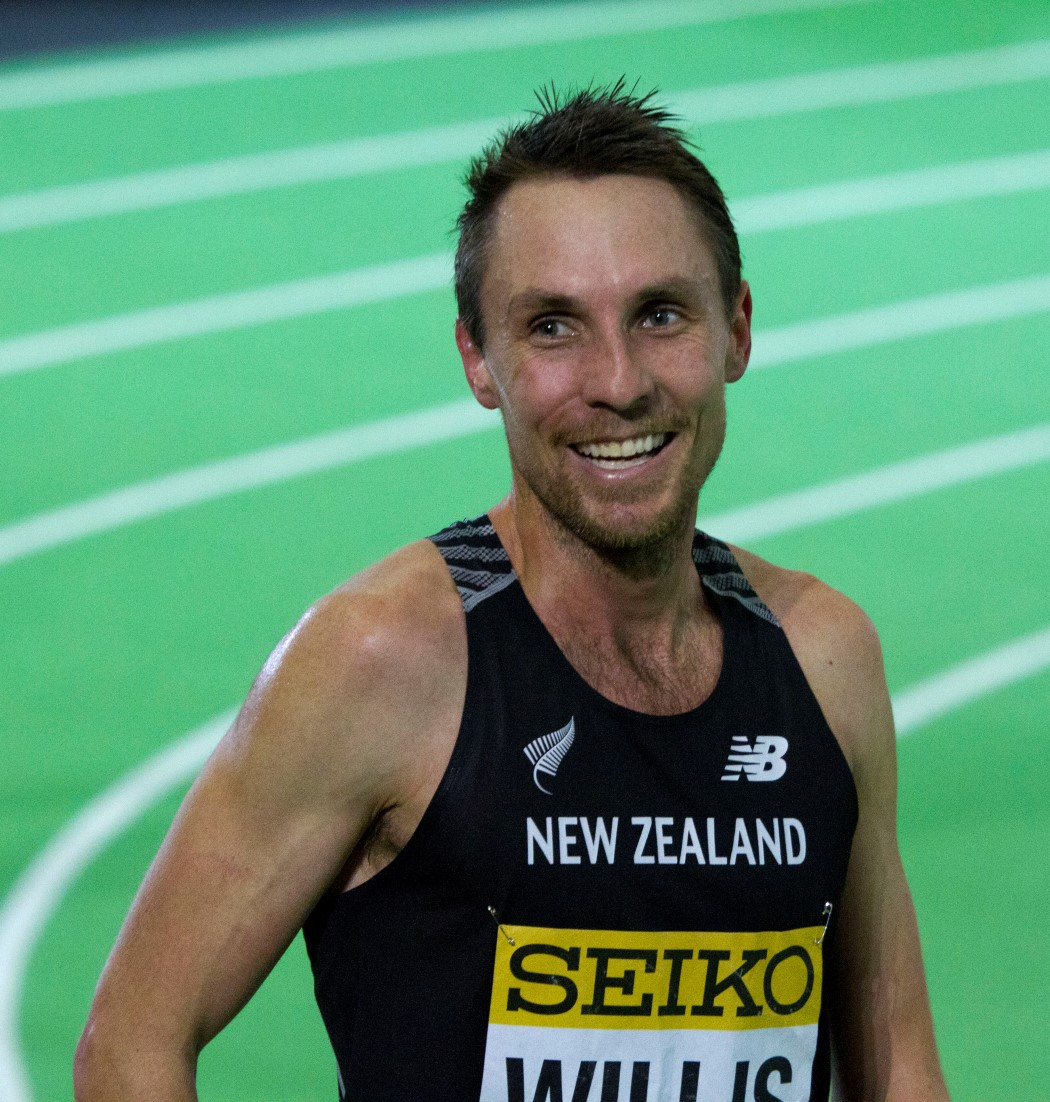
Nick Willis bei den Hallenweltmeisterschaften 2016

Nicholas „Nick“ Ian Willis, MNZM (* 25. April 1983 in Lower Hutt) ist ein neuseeländischer Mittelstreckenläufer, der vorwiegend auf der 1500-Meter-Strecke startet.

## Sportliche Karriere
Bei den Olympischen Spielen 2004 in Athen und den Weltmeisterschaften 2005 in Helsinki schied er im Semifinale aus, feierte dann aber 2006 seinen ersten großen Erfolg, als er bei den Commonwealth Games in Melbourne die Goldmedaille gewann.
Einem zehnten Platz bei den Weltmeisterschaften 2007 in Ōsaka folgte der zweite große Triumph bei den Olympischen Spielen 2008 in Peking. Hier kam er in 3:34,16 min hinter Rashid Ramzi (BRN) und Asbel Kiprop (KEN) ins Ziel. Da Ramzi allerdings im Nachhinein positiv auf das EPO-Derivat Mircera getestet wurde, rückte er auf den Silberrang nach.
Bei den Commonwealth Games 2010 erkämpfte Willis über 1500 Meter die Bronzemedaille hinter den Kenianern Silas Kiplagat und James Kiplagat Magut. 2011 erreichte Willis bei den Weltmeisterschaften das Finale und belegte dort den zwölften Platz. Im Jahr darauf gelang ihm auch bei den Olympischen Spielen der Finaleinzug, er platzierte sich letztlich als Neunter. Bei den Commonwealth Games 2014 in Glasgow erreichte Willis auf zwei Strecken das Finale: Über 5000 Meter belegte er den zehnten Platz; sechs Tage später gewann er, wie vier Jahre zuvor, die Bronzemedaille über 1500 Meter hinter den beiden Kenianern James Kiplagat Magut und Ronald Kwemoi. Seine beste Platzierung bei Weltmeisterschaften gelang Willis 2015 in Peking mit einem sechsten Platz über 1500 Meter in 3:35,46 min. Acht Jahre nach den Olympischen Spielen von Peking gewann Willis bei den Olympischen Spielen 2016 in Rio de Janeiro die Bronzemedaille hinter Matthew Centrowitz aus den Vereinigten Staaten und dem Algerier Taoufik Makhloufi.
Nick Willis gewann 2006 die neuseeländischen Meisterschaften über 1500 Meter, 2011 und 2012 siegte er über 5000 Meter.
Nick Willis ist 1,83 m groß und wiegt 68,5 kg. Nach einem Studium an der University of Michigan ließ er sich dauerhaft in Ann Arbor nieder. Er startet für die Sportartikel-Firma Reebok und wird von Ron Warhurst trainiert. Seit dem Herbst 2007 ist er verheiratet.

## Persönliche Bestzeiten
- 800 m: 1:45,54 min, 31. Juli 2004, Heusden-Zolder
- 1500 m: 3:29,91 min, 18. Juli 2014, Monaco (Ozeanienrekord)
- 1 Meile: 3:49,83 min, 11. Juni 2014, Oslo
- 3000 m: 7:36,91 min, 17. Juni 2014, Ostrava (neuseeländischer Rekord)
- 5000 m: 13:20,33 min, 15. Mai 2014, Los Angeles